# Tom Payne
Thomas Robert "Tom" Payne (Louisville, Kentucky, 19 de noviembre de 1950) es un exboxeador y exbaloncestista estadounidense que jugó una temporada en la NBA. Con 2,18 metros de estatura, actuaba en la posición de pívot. Estuvo recluido en prisión durante casi 44 años por haber cometido en varias ocasiones el delito de violación.

## Trayectoria en el baloncesto

### Universidad
Payne comenzó a jugar al baloncesto recién durante su adolescencia. Por su gran altura y sus habilidades, fue considerado un jugador con enorme proyección, por lo que en el verano de 1969 hubo una disputa entre la Universidad de Kentucky y la Universidad de California en Los Ángeles para reclutarlo a sus respectivos equipos de baloncesto, siendo finalmente incorporado a la primera institución. 
Al unirse a los Wildcats, Payne marcó dos hitos: ser el jugador de mayor altura que había vestido la camiseta del equipo y ser el primer afroestadounidense bajo las órdenes del entrenador Adolph Rupp.
Sin embargo, a causa de su bajo rendimiento académico, el pívot no pudo jugar durante su primer año como estudiante. En su lugar, para mantenerse activo, actuó con el equipo Jerry's Restaurant en torneos de la Amateur Athletic Union.
Ya en su segundo año como universitario, y tras haber mejorado en sus estudios, pudo hacer su debut con los Wildcats. En su primera y única temporada en la División I de la NCAA promedió 16,9 puntos y 10,1 rebotes por partido, logrando ser el máximo reboteador de la Southeastern Conference y siendo elegido en el mejor quinteto de la misma ese año.

### Profesional
A mediados de 1971 avizoró que nuevamente tendría dificultades para jugar con los Wildcats, debido a que su producción académica había vuelto a caer. En consecuencia intentó presentarse en Draft de la NBA, pero las reglas vigentes en aquella época se lo impidieron. Empero poco después la liga instauró para esa temporada al denominado hardship draft, que permitía a los equipos seleccionar jugadores que, debido a diferentes circunstancias, no hubieran cumplido el periodo universitario completo, requisito indispensable entonces para entrar en el draft. De ese modo terminó siendo elegido en la segunda posición por los Atlanta Hawks.
En su único año en el baloncesto profesional estadounidense le tocó ocupar el puesto de suplente de Walt Bellamy. Al término de la temporada, el pívot promedió 4,1 puntos y 2,4 rebotes por partido.
No volvería al equipo para jugar la temporada siguiente debido a que durante el verano de 1972 sería acusado por violar a dos mujeres y finalmente condenado a causa de ello.

## Trayectoria en el boxeo
Estando encarcelado en Kentucky, Payne comenzó a practicar boxeo como un modo de mantenerse en forma físicamente y de entretenerse. Con el apoyo y el auspicio del Muhammad Ali Boxing Club empezó a intervenir en peleas amateurs a partir de 1981.
Tras ser liberado en 1983 se mudó a California, donde al año siguiente iniciaría una carrera de boxeador profesional. Entre 1984 y 1985 participó en total de 5 combates contra rivales estadounidenses, obteniendo 3 victorias (2 por knock-out) y 2 derrotas. 

## Estadísticas de su carrera en la NBA

### Temporada regular
| Temp.   | Edad | Equipo        | Liga | Pos. | P  | TIT | MIN | TC  | TCA | %TC  | 3P | 3PA | %3P | 2P  | 2PA | %2P  | TL  | TLA | %TL  | R.OF. | R.DEF. | REB | ASIS | FP  | PTS |
| 1971-72 | 21   | Atlanta Hawks | NBA  | C    | 29 |     | 7.8 | 1.6 | 3.6 | .437 |    |     |     | 1.6 | 3.6 | .437 | 1.0 | 1.6 | .630 |       |        | 2.4 | 0.5  | 1.4 | 4.1 |
| Total   |      |               | NBA  |      | 29 |     | 7.8 | 1.6 | 3.6 | .437 |    |     |     | 1.6 | 3.6 | .437 | 1.0 | 1.6 | .630 |       |        | 2.4 | 0.5  | 1.4 | 4.1 |

### Playoffs
| Temp.   | Edad | Equipo        | Liga | Pos. | P | TIT | MIN | TC  | TCA | %TC   | 3P | 3PA | %3P | 2P  | 2PA | %2P   | TL  | TLA | %TL  | R.OF. | R.DEF. | REB | ASIS | FP  | PTS |
| 1971-72 | 21   | Atlanta Hawks | NBA  | C    | 1 |     | 5.0 | 1.0 | 1.0 | 1.000 |    |     |     | 1.0 | 1.0 | 1.000 | 2.0 | 5.0 | .400 |       |        | 4.0 | 0.0  | 1.0 | 4.0 |
| Total   |      |               | NBA  |      | 1 |     | 5.0 | 1.0 | 1.0 | 1.000 |    |     |     | 1.0 | 1.0 | 1.000 | 2.0 | 5.0 | .400 |       |        | 4.0 | 0.0  | 1.0 | 4.0 |

## Vida personal
Payne recibió dos condenas separadas en 1972 por haber violado a dos mujeres en Georgia (una de las cuales tuvo el agravante de la sodomización). En 1977, después de haber cumplido con su pena, fue extraditado a Kentucky, donde fue nuevamente juzgado y condenado por un caso de violación en ese estado ocurrido antes de que recibiese su primera condena. En 1983 le fue otorgada la libertad condicional, por lo que se mudó a California con la intención de convertirse en boxeador. Sin embargo en 1986 volvió a reincidir como violador, siendo detenido, juzgado y encarcelado hasta 2000 a causa de ello. Al quedar en libertad, lo extraditaron otra vez a Kentucky, donde nuevamente fue encerrado en una prisión por incumplir con las condiciones impuestas para su liberación en 1983. Payne recuperó su libertad recién en enero de 2019. 